# إيف لي روي
إيف لي روي (بالفرنسية: Yves Le Roy) هو منافس ألعاب قوى فرنسي، ولد في 23 فبراير 1951 في باريس في فرنسا.

## وصلات خارجية
- إيف لي روي على موقع الاتحاد الدولي لألعاب القوى (الإنجليزية)
- إيف لي روي على موقع الاتحاد الفرنسي لألعاب القوى (الفرنسية)
- إيف لي روي على موقع اللجنة الأولمبية الدولية (الإنجليزية)
- إيف لي روي على موقع أوليمبيديا (الإنجليزية)